# ليو سميث (لاعب كرة قاعدة)
ليو سميث (بالإنجليزية: Leo Smith)‏ هو لاعب كرة قاعدة أمريكي، ولد في 13 مايو 1859 في بروكلين في الولايات المتحدة، وتوفي بنفس المكان في 30 أغسطس 1935.

## وصلات خارجية
- ليو سميث على موقعبيزبول رفرنس.كوم (الدوري الرئيسي) (الإنجليزية)
- ليو سميث على موقعبيزبول رفرنس.كوم (الدوري الثانوي) (الإنجليزية)